# وليم لود
وليم لود (1573 - 1645 م) هو قس وسياسي إنكليزي. كبير أساقفة كانتبري (1633 - 1645 م) والمستشار الديني للملك تشارلز الأول.
أنشأ كرسيا للعربية في جامعة أكسفورد سنة 1636 م وسمى إدوارد بوكوك أول أستاذ لها. قاوم أنصار التطهيرية فكان هذا من أسباب نشوب الحرب الأهلية الإنكليزية. حوكم بتهمة الخيانة العظمى وأعدم.

## روابط خارجية
- وليم لود على موقع الموسوعة البريطانية (الإنجليزية)
- وليم لود على موقع إن إن دي بي (الإنجليزية)